# Isaac N. Cox

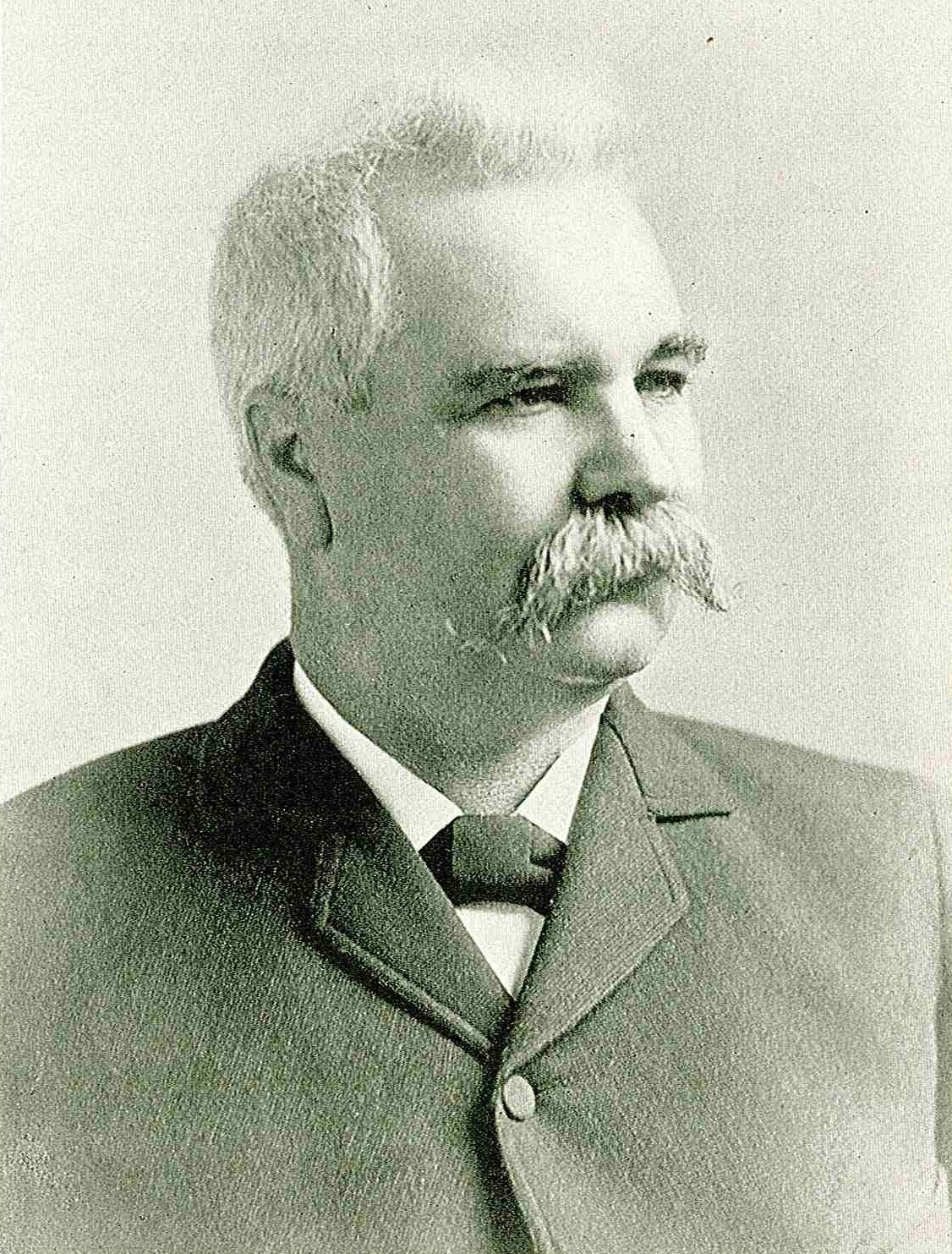
Isaac Newton Cox

Isaac Newton Cox (* 1. August 1846 in Fallsburg, New York; † 28. September 1916 in Ellenville, New York) war ein US-amerikanischer Politiker. Zwischen 1891 und 1893 vertrat er den Bundesstaat New York im US-Repräsentantenhaus.

## Werdegang
Isaac Newton Cox wurde ungefähr drei Monate nach dem Ausbruch des Mexikanisch-Amerikanischen Krieges in Fallsburg im Sullivan County geboren. 1864 zog er nach Ellenville und ging Bauholzgeschäften nach. Cox war 1875 und zwischen 1883 und 1886 Supervisor in der Town von Wawarsing und während des letzten Jahres Vorsitzender im Board of Supervisors. Politisch gehörte er der Demokratischen Partei an. Er saß vier Jahre lang im Democratic State Committee. Präsident Grover Cleveland ernannte ihn 1886 zum Vorsitzenden in der Kommission, welche den Zustand der Northern Pacific Railroad überprüfen und darüber berichten sollte.
Bei den Kongresswahlen des Jahres 1890 für den 52. Kongress wurde Cox im 17. Wahlbezirk von New York in das US-Repräsentantenhaus in Washington, D.C. gewählt, wo er am 4. März 1891 die Nachfolge von Charles J. Knapp antrat. Im Jahr 1892 erlitt er bei seiner Wiederwahlkandidatur eine Niederlage und schied nach dem 3. März 1893 aus dem Kongress aus.
1894 berief man ihn in die State Commission on Fisheries, wo er bis 1899 verblieb. Danach ging er in Ellenville kaufmännischen Geschäften nach, verfolgte aber auch dort Bauholz- und Bankgeschäfte. Am 28. September 1916 verstarb er in Ellenville und wurde dann auf dem Fantinekill Cemetery beigesetzt.